# Шрода, Магдалена
Магдалена Шрода (урождённая Магдалена Чупак, род. 7 января 1957, Варшава) — польский феминистский политик и философ, профессор этики Варшавского университета и писательница-феминистка. Также колумнистка газеты Gazeta Wyborcza. Была полномочным представителем правительства по вопросам равного статуса женщин и мужчин в кабинете Марека Бельки с 16 августа 2004 года по 4 ноября 2005 года.

## Жизнь и карьера
Магдалена изучала философию в Варшавском университете, в 1982 году получила там докторскую степень. С 1982 по 1991 год она работала ассистентом, а затем доцентом факультета этики Варшавского университета. В настоящее время занимает на факультете должность ассоциированного профессора.
В 1980-е годы Магдалена Шрода была активной участницей движения «Солидарность». После 1989 года она не участвовала в политике вплоть до 2004 года, когда премьер-министр Марек Белька назначил её полномочным представителем правительства по вопросам равного статуса женщин и мужчин. Она выступает за разделение государства и церкви, права ЛГБТ и более либеральный закон об абортах. Она также известна своей последовательной антивоенной позицией во внешней политике.

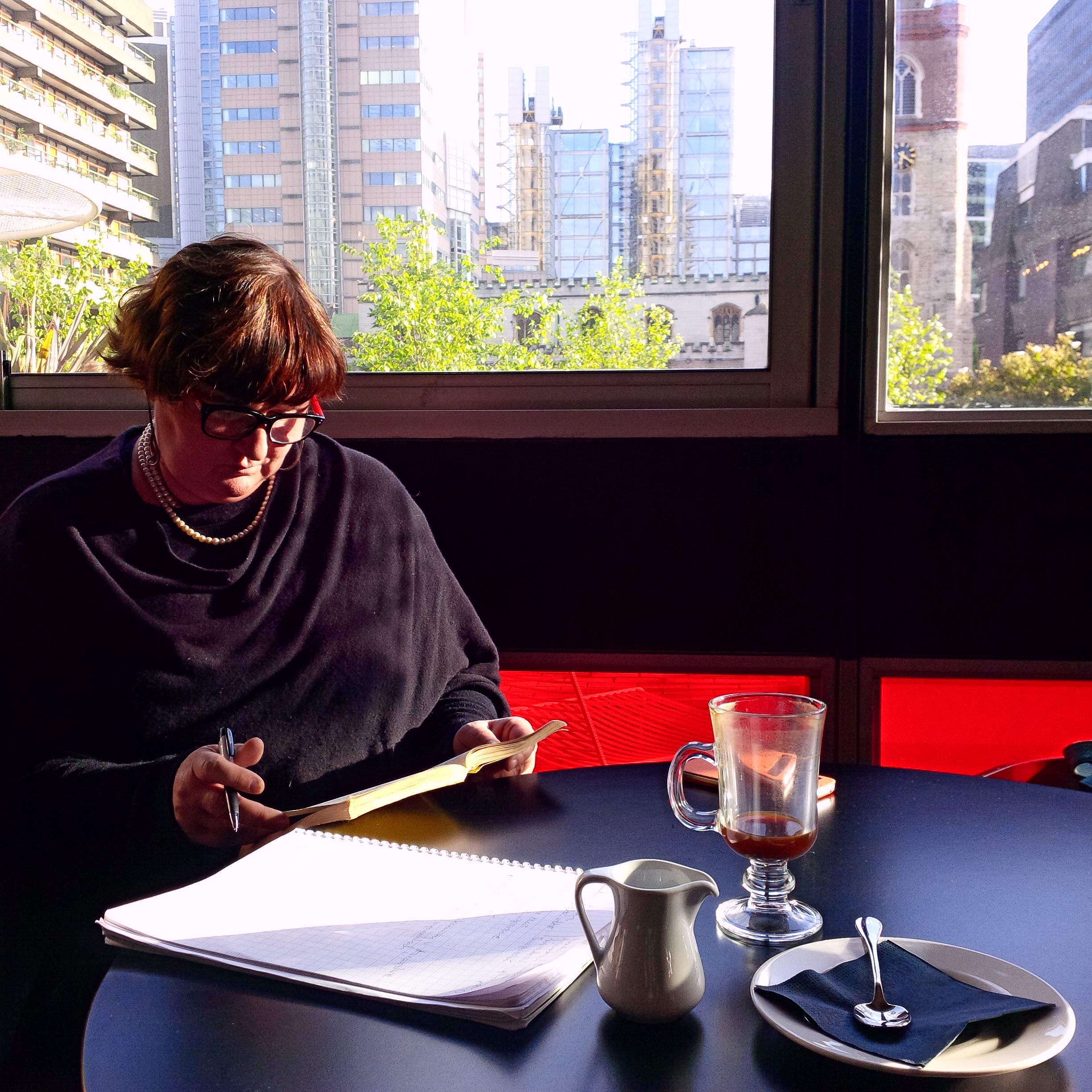
Магдалена Шрода в Барбакане

В декабре 2004 года на международной конференции по убийствам чести в Стокгольме возникли разногласия по поводу заявления Шроды. Когда представители агентства Рейтер спросили её о ситуации в Польше, она сказала: «Католицизм напрямую не поддерживает и не выступает против насилия в отношении женщин. Но существуют косвенные культурные связи, которые в значительной степени основаны на религии». Эти слова широко цитировались в польских СМИ и вызвали общественную дискуссию о насилии в отношении женщин.
Ещё один спор разгорелся в марте 2008 года, когда Шрода публично выступила против идеи защитных мер для беременных женщин в трудовых отношениях. Когда часть феминистского движения раскритиковала её за пренебрежение вопросами социальной и экономической справедливости, она ответила: «Либо мы боремся за серьёзное обращение на рынках труда, либо за роль священной коровы из-за оплодотворённого яйца».
Её академические исследования сосредоточены на вопросах индивидуализма и его различной критики (с постмодернистских, феминистских и коммунитарных позиций), а также на этике и политике гендерных отношений.
Лучший кандидат в Европейский парламент в 2009 году из списка красно-оранжево-зеленой коалиции Социал-демократы Польши — Демократическая партия — demokraci.pl — Зелёные 2004 в Лодзинском воеводстве. Получила 10 798 голосов (2,25 % всех голосов в своем регионе). Коалиция не преодолела 5 % барьер.